# Societat Bellver
La Societat Instructiva Bellver es va constituir oficialment el 31 de juliol de 1922 en la seva seu del carrer Alfonso XIII, número 34. en la barriada d'El Terreno, a Palma, prop de la plaça Gomila. Actualment, aquest carrer de Palma rep el nom d'Avinguda Joan Miró.
El setmanari satíric Foch y Fum saludava d'aquesta manera la seva fundació:
| « | Tot es poble està enterat de que dia 1 d'Agost obriren sa gran y acomodada Sociedad <Instructiva Bellver> a n'es café <<Can Tonet>> y es cuatre vahinats ja están fins a sa coronilla de sentirlós fe sa miula. Es que mes se distinjeixen són: En Toni Pesta, en Pep Bugada, en Tià de sa Fábrica, en Pep ex-pescadó y actual vaporero, es cartés, en Pep Carreño tocadó de piano, en Mateu es torero, en May-quelles y en Toni de sa Bocina. Hay aquí una aristocracia Que maldita sea su gracia” | » |

Durant el seu període d'activitat hi va haver un actiu grup de teatre i una secció dedicada a l'esperanto anomenada grup Amikeo.